# Александра Александровна
Александра Александровна е велика руска княгиня.

## Живот
Родена е на 30 август 1842 г. в Санкт Петербург, Русия. Родителите ѝ – Александър II и Мария Александровна, я наричат на галено Лина или Сашенка. Баща ѝ обича да учи докато я държи на ръце.
На 10 юли 1849, малко преди да навърши седем, Александра Александровна умира от менингит. Ранната ѝ смърт съкрушава родителите ѝ. Десетилетия след смъртта на дъщеря си императрицата се просълзява при всеки спомен за нея. Император Александър II поствавя в дневника си изсушено цвете от опелото на Александра и отбелязва страницата с черно в знак на дълбока скръб.
През 60-те години на 19 век на мода в руския импраторски двор са спиритическите сеанси. По всеобщо мнение, по времето на два такива сеанса, организирани от великата княгиня Александра Йосифовна, се появил духът на покойната Александра Александровна заедно с този на покойния ѝ дядо, император Николай I.
След смъртта на Александра Александровна няма нито една руска императорска дъщеря, която да носи името Александра. Според Маргерет Ийгър, гувернантка на дъщерите на император Николай II, това се обяснява с факта, че името Александра носело нещастие на Романови. Други злощастни Александри в семейството на Романови са великите княгини Александра Павловна, Александра Николаевна и Александра Георгиевна. Ийгър посочва, че и в другите разклонения на фамилията има Александри, но нито една от тях не е живяла повече от 21 години.